# Antagonista adrenèrgic
Un antagonista adrenèrgic és un fàrmac que inhibeix la funció dels receptors adrenèrgics. Hi ha cinc receptors adrenèrgics, que es divideixen en dos grups. El primer grup de receptors són els receptors beta (β) adrenèrgics. Hi ha receptors β1, β2 i β3. El segon grup conté els receptors alfa (α): α1 i α2. Els receptors adrenèrgics es troben a prop del cor, els ronyons, els pulmons i el tracte gastrointestinal. També hi ha receptors α-adrenèrgics que es troben al múscul llis vascular.
Els antagonistes redueixen o bloquegen els senyals dels agonistes. Poden ser fàrmacs, que s'afegeixen al cos per motius terapèutics, o lligands endògens. Els antagonistes α-adrenèrgics tenen efectes diferents dels antagonistes β-adrenèrgics.